# Hans Kruse (Heimatforscher)

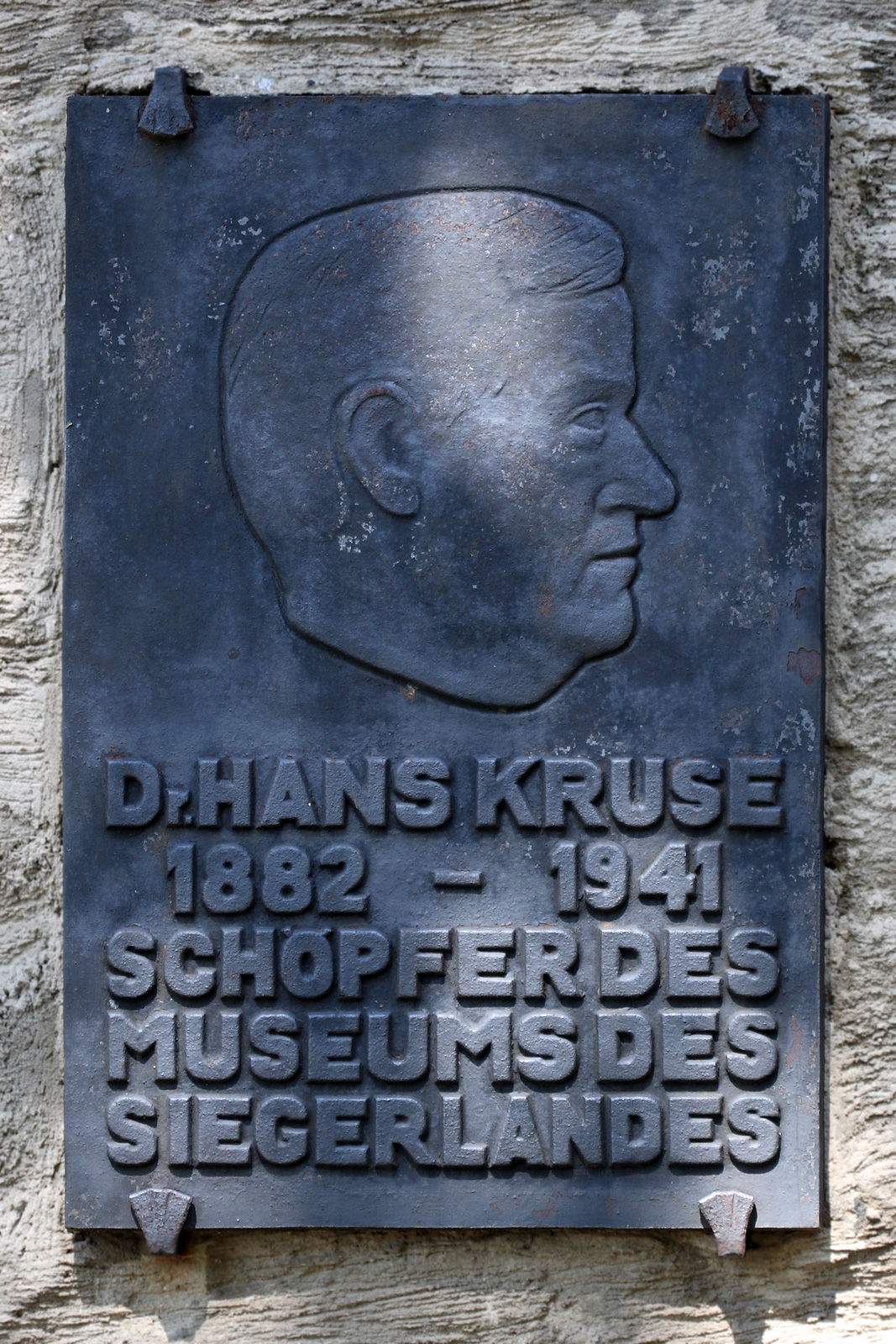
Tafel am Oberen Schloss zu Ehren Dr. Hans Kruse, Gründer des Siegerlandmuseums in Siegen

Hans Kruse (* 22. April 1882 in Iserlohn; † 27. September 1941 in Wien) war ein siegerländischer Heimatforscher, Lehrer und Direktor des Museums des Siegerlandes und des Stadtarchivs Siegen.

## Leben
Hans Kruse, stammte aus einer Iserlohner Unternehmerfamilie. Seine Mutter Hedwig stammte aus der bekannten Siegerländer Beamten- und Theologenfamilie Achenbach. Er besuchte das Gymnasium in Dillenburg und begann nach seinem Abitur 1901 eine kaufmännische Lehre in einer Bank in Düsseldorf. 1902 immatrikulierte er sich an der Universität Marburg, später auch in Leipzig und Berlin für Geschichte, Germanistik und Theologie. Er wurde Mitglied im Verband der Vereine Deutscher Studenten. 1906 wurde er in Marburg mit der Dissertation „Forstwirtschaft und Industrie im ehemaligen Fürstentum Nassau-Siegen“ promoviert. 1907 bestand er das philologische Staatsexamen und trat in den höheren Schuldienst ein. 1910 wurde er Oberlehrer an der Siegener höheren Mädchenschule.
Kruse war 1911 Mitbegründer des Vereins für Heimatkunde und Heimatschutz im Siegerland, dem späteren Siegerländer Heimat- und Geschichtsverein. 1920 war er Begründer des Siegerländer Heimatkalenders. Unter anderem richtete er 1924 die 700-Jahr-Feier der Stadt Siegen aus.
Kruse war seit dem 9. Mai 1913 ordentliches Mitglied der Historischen Kommission für Westfalen, zudem seit 1925 Ausschussmitglied.
1927 wurde Kruse hauptamtlicher Museumsleiter des Museums des Siegerlandes. 1937 war er Mitbegründer des Vereins der Freunde und Förderer des Museums des Siegerlandes. Er war erster hauptamtlicher Stadtarchivar von Siegen.
Kruse war Mitglied der Deutschen Volkspartei (DVP) und Stadtverordneter in Siegen.

## Werk
Die bedeutendste und auch überregional bekannteste Arbeit von Hans Kruse dürfte seine Ehegeschichte „Wilhelm von Oranien und Anna von Sachsen“ sein, veröffentlicht 1934 in den Nassauischen Annalen. Hierfür recherchierte Kruse in den Staatsarchiven von Dresden, Marburg, Wiesbaden und Den Haag. Auch alle neueren Biographien der Anna von Sachsen basieren zu großen Teilen auf diesem Material.

## Ehrungen
- Namensgeber der Hans-Kruse-Straße in Siegen

## Schriften
- Forstwirtschaft und Industrie im ehemaligen Fürstentum Nassau-Siegen, Coppenrath Münster 1909
- Das Siegerland unter preußischer Herrschaft 1815–1915 (Festschrift aus Anlaß der hundertjährigen Vereinigung des oranischen Fürstentums Nassau-Siegen mit Preußen), Montanus Siegen 1915
- Siegen und das Siegerland 1224/1924 Festschrift aus Anlaß der Siebenjahrhundertfeier von Burg und Stadt Siegen, Siegen Verlag der Siegener Zeitung von Wilhelm Vorländer 1924
- Geschichte des höheren Schulwesens in Siegen 1536–1936 – Festschrift zum 400jährigen Jubiläum des Realgymnasiums in Siegen, Vorländer Siegen 1936
- 75 Jahre Kölsch-Fölzer Werke A-G, Siegen. 1862–1937. Unseren verehrten Geschäftsfreunden und Mitarbeitern gewidmet., Wetzlar 1937
- 100 Jahre Waldrich/Siegen 1840–1940 – Ein Beitrag zur Geschichte des Siegerlandes und des deutschen Maschinenbaus, 1940